# Tohtu

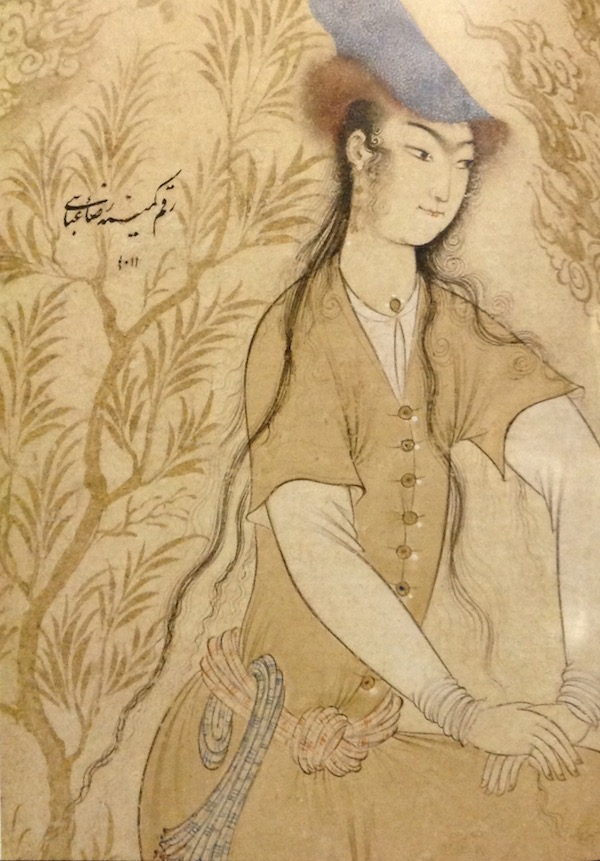
Tohtu

Tohtu, auch Tochtu, Tochtai oder Tochtogai (Tokta Khan; † um 1312), war der Khan der Goldenen Horde zwischen 1291 und 1312.
Der Sohn Möngke Timurs kam in einem Staatsstreich an die Macht, der seinen Vetter Tulabugha, den regierenden Khan, 1291 das Leben kostete. Der Initiator des Staatsstreiches war der einflussreiche Prinz Noqai. Die Verwaltung war durch diese Doppelregierung Noqai-Tohtu zunächst entsprechend widersprüchlich: Rivalitäten unter den Prinzen brachen aus und Noqai benutzte Tohtus Brüder für seine Interessen, ebenso wurden die Steuern mehrfach eingezogen und die Betroffenen erhoben sich. Etwa 1296 kam es nach mehreren Vermittlungsversuchen zwischen den beiden Parteien zum offenen Krieg, den Tohtu nach anfänglichen Fehlschlägen 1298/99 für sich entscheiden konnte. Noqai wurde nach seiner Niederlage auf der Flucht ermordet. Zusätzlich überstand Tohtu Khan 1301 eine Rebellion zweier Prinzen. Nach dem Erfolg übernahm er die Kontrolle über die bis dahin relativ dezentrale Verwaltung und führte um 1310 eine Münzreform durch.
In seine Regierungszeit fällt 1293 auch ein größerer Eingriff in Russland, dem vierzehn Städte zum Opfer fielen. Er wurde durch Streitigkeiten zwischen dem Großfürsten Dimitri I. einerseits und seinem Bruder Andrei sowie mehreren russischen Fürsten andererseits ausgelöst, welche Tohtu um Hilfe baten. Zusätzliche kleinere Feldzüge gegen Polen, Bulgarien, Serbien und Byzanz, gegen das Ilchanat in Georgien und im Kaukasus allgemein, sowie gegen Genua auf der Krim blieben für die Horde ohne wesentliche Ergebnisse.
Der Khan neigte in seinen letzten Lebensjahren zum Islam, war aber kein Muslim. Sein Nachfolger wurde sein Neffe Uzbek.